# لاوندز (ميزوري)
لاوندز (بالإنجليزية: Lowndes)‏ هي إحدى المجتمعات الفردية (غير مصنفة) في ولاية ميزوري في الولايات المتحدة الأمريكية.